# Marc Rosset
Marc Rosset (Ginebra, 7 de noviembre de 1970) es un extenista suizo. Rosset llegó a ser el número 4 del ranking de jugadores júnior del mundo en 1988. Es diestro y actualmente reside en Montecarlo. Ganó 15 títulos durante su carrera, alcanzando el 9.º lugar en el ranking ATP en septiembre de 1995.
Tiene la deshonrosa plusmarca de ser el jugador que más dobles faltas ha cometido en un mismo partido (desde 1990), en el encuentro que jugó contra Michael Joyce (EUA) en el torneo de Wimbledon 1995 en cuatro sets, cometiendo 26 dobles faltas.

## Últimos Grand Slams
- Australian Open - 2003
- Roland Garros - 2003
- US Open- 2002
- Wimbledon- 2003

## Finales de Grand Slam

### Campeón Dobles (1)
| Año  | Torneo        | Pareja       | Oponentes en la final        | Resultado         |
| 1992 | Roland Garros | Jakob Hlasek | David Adams Andrei Olhovskiy | 7-6(4) 6-7(3) 7-5 |

## Títulos (23; 15+8)

### Individuales (15)
| Grand Slam (0)              |
| Tennis Masters Cup (0)      |
| ATP Masters Series (0)      |
| Medalla de Oro Olímpica (1) |
| ATP Tour (14)               |

| N.º | Fecha                    | Torneo          | Superficie    | Oponente en la final   | Resultado               |
| --- | ------------------------ | --------------- | ------------- | ---------------------- | ----------------------- |
| 1.  | 17 de septiembre de 1989 | Ginebra         | Tierra batida | Guillermo Pérez-Roldán | 6-4, 7-5                |
| 2.  | 22 de octubre de 1990    | Lyon            | Moqueta       | Mats Wilander          | 6-3, 6-2                |
| 3.  | 3 de agosto de 1992      | JJ.OO Barcelona | Tierra batida | Jordi Arrese           | 7-6, 6-4, 3-6, 4-6, 8-6 |
| 4.  | 16 de noviembre de 1992  | Moscú           | Moqueta       | Carl Uwe Steeb         | 6-3, 6-2                |
| 5.  | 8 de febrero de 1993     | Marsella        | Moqueta       | Jan Siemerink          | 6-2, 7-6(1)             |
| 6.  | 30 de agosto de 1993     | Long Island     | Dura          | Michael Chang          | 6-4, 3-6, 6-1           |
| 7.  | 15 de noviembre de 1993  | Moscú           | Moqueta       | Patrik Kühnen          | 6-4, 6-3                |
| 8.  | 7 de febrero de 1994     | Marsella        | Moqueta       | Arnaud Boetsch         | 7-6(6), 7-6(4)          |
| 9.  | 24 de octubre de 1994    | Lyon            | Moqueta       | Jim Courier            | 6-4, 7-6(2)             |
| 10. | 24 de abril de 1995      | Niza            | Tierra batida | Yevgeny Kafelnikov     | 6-4, 6-0                |
| 11. | 26 de junio de 1995      | Halle           | Césped        | Michael Stich          | 3-6, 7-6(11), 7-6(8)    |
| 12. | 24 de febrero de 1997    | Amberes         | Dura          | Tim Henman             | 6-2, 7-5, 6-4           |
| 13. | 15 de febrero de 1999    | San Petersburgo | Moqueta       | David Prinosil         | 6-3, 6-4                |
| 14. | 14 de febrero de 2000    | Marsella        | Moqueta       | Roger Federer          | 2-6, 6-3, 7-6(5)        |
| 15. | 22 de octubre de 2000    | Londres         | Dura          | Yevgeny Kafelnikov     | 6-4, 6-4                |

### Finalista en individuales (8)
- 1990: Madrid (pierde ante Andrés Gómez)
- 1990: Bolonia (pierde ante Richard Fromberg)
- 1994: New Haven (pierde ante Boris Becker)
- 1994: París TMS (pierde ante Andre Agassi)
- 1996: Milan (pierde ante Goran Ivanišević)
- 1997: Taskent (pierde ante Tim Henman)
- 1998: San Petersburgo (pierde ante Richard Krajicek)
- 1998: Amberes (pierde ante Greg Rusedski)

### Dobles (8)
| Leyenda                |
| Grand Slam (1)         |
| Tennis Masters Cup (0) |
| ATP Masters Series (1) |
| ATP Tour (6)           |

| N.º | Fecha | Torneo               | Superficie    | Pareja           | Oponentes en la final            | Resultado     |
| --- | ----- | -------------------- | ------------- | ---------------- | -------------------------------- | ------------- |
| 1.  | 1991  | Ginebra              | Tierra batida | Sergi Bruguera   | Per Henricsson Ola Jonsson       | 3-6, 6-3, 6-3 |
| 2.  | 1992  | Adelaida             | Dura          | Goran Ivanišević | Mark Kratzmann Jason Stoltenberg | 7-6, 7-6      |
| 3.  | 1992  | Roma TMS             | Tierra batida | Jakob Hlasek     | Wayne Ferreira Mark Kratzmann    | 6-4, 3-6, 6-1 |
| 4.  | 1992  | Roland Garros, París | Tierra batida | Jakob Hlasek     | David Adams Andrei Olhovskiy     | 7-6, 6-7, 7-5 |
| 5.  | 1992  | Lyon                 | Moqueta       | Jakob Hlasek     | Neil Broad Stefan Kruger         | 6-1, 6-3      |
| 6.  | 1993  | Gstaad               | Tierra batida | Cédric Pioline   | Hendrik Jan Davids Piet Norval   | 6-3, 3-6, 7-6 |
| 7.  | 1997  | Basilea              | Moqueta       | Tim Henman       | Karsten Braasch Jim Grabb        | 7-6, 6-7, 7-6 |
| 8.  | 1999  | Taskent              | Dura          | Oleg Orgorodov   | Mark Keil Lorenzo Manta          | 7-6, 7-6      |